# Angelica Hale
Angelica Hale, född 31 juli 2007 i Atlanta, Georgia, är en amerikansk sångerska. 
Hale tävlade i den tolfte säsongen av America's Got Talent och slutade på en andra plats mot Darci Lynne.

## Biografi
Angelica Hale har en amerikansk far som heter James Hale och en filippinsk mor som heter Eva Bolando.
Vid fyra års ålder fick Hale en allvarlig bakteriell lunginflammation, vilket orsakade septisk chock och multipelt organsvikt, inklusive njurarna, och fick permanent ärrbildning på höger lunga. Hon placerades i en medicinskt inducerad koma och överfördes från Children's Healthcare of Atlanta Scottish Rite till Children's Healthcare of Atlanta Egleston och placerades på ECMO livsstöd. Efter att ha tillbringat 12 dagar på ECMO och 80 dagar på sjukhuset tillfrisknande, släpptes hon för att åka hem den 24 april 2012. Den 13 september 2013, efter att ha tillbringat ett och ett halvt år i dialys, fick Hale en njurtransplantation från sin mor.
Strax därefter började Hale ta sånglektioner med sångcoach Tara Simon i Alpharetta i Georgia. Hon vann sedan en sångtävling för fem- till nioåringar och har uppträtt för många välgörenhetsfunktioner, såsom Children's Miracle Network Hospitals och Children's Healthcare of Atlanta.

## Karriär

### America's Got Talent
År 2017 tävlade Hale i den tolfte säsongen av America's Got Talent, där hon tog sig vidare från audition med sin tolkning av "Rise Up" av Andra Day. I Judge Cuts-rundan fick Hale en golden buzzer av gästdomaren Chris Hardwick, efter att ha sjungit Alicia Keys "Girl on Fire" och kvalificerades till livesändningarna. Hon sjöng "Clarity" av Zedd och Foxes i kvartsfinalen och "Without You" av David Guetta i semifinalen. Hale tog sig vidare till topp 10 i finalen där hon framförde "Symphony" av Clean Bandit och Zara Larsson, Hale kom på andra plats och blev den yngsta tvåan i showens historia.
Angelica Hale var finalist på America's Got Talent: The Champions, efter att ha fått en golden buzzer från domaren Howie Mandel direkt efter hennes framträdande av "Fight Song" med Rachel Platten.

## Privatliv
Hale har en yngre syster, Abigail, som föddes i Santa Monica år 2017 medan hon tävlade i America's Got Talent.